# Oix
|  | Pel que fa a la ciutat del Kirguizstan, vegeu Oix (Kirguizstan). |

Oix és un poble del municipi garrotxí de Montagut i Oix situat al marge esquerre de la riera d'Oix, a 413 m d'altitud. Havia estat capital del municipi independent, del mateix nom (Oix) fins a l'any 1972, quan es va annexar al municipi de Montagut de Fluvià, que va canviar el seu nom més endavant a l'actual de Montagut i Oix.
La formació de l'antic municipi d'Oix s'havia fet el 1846 quan els ens locals de Monars, Riu (amb Sant Aniol d'Aguja), Talaixà (amb Hortmoier) i Pera van ser incorporats al terme d'Oix.
L'any 2009 Oix tenia 102 habitants, amb un alt percentatge de població disseminada. Els seus habitants s'anomenen oixencs i oixenques. Celebra la Festa Major el cap de setmana més proper al 10 d'agost, Sant Llorenç, patró del poble.
Unes de les tradicions dels oixencs i oixenques es celebrar l'aplec a la ermita de Sant Miquel d'Hortmoier (15 d'agost), el de l'ermita de Sant Andreu de Bestracà, que encara que pertany al municipi de Camprodon està molt vinculada històricament al poble (30 de novembre) i el de l'ermita de Santa Bàrbara de Pruneres (primer dissabte de desembre).

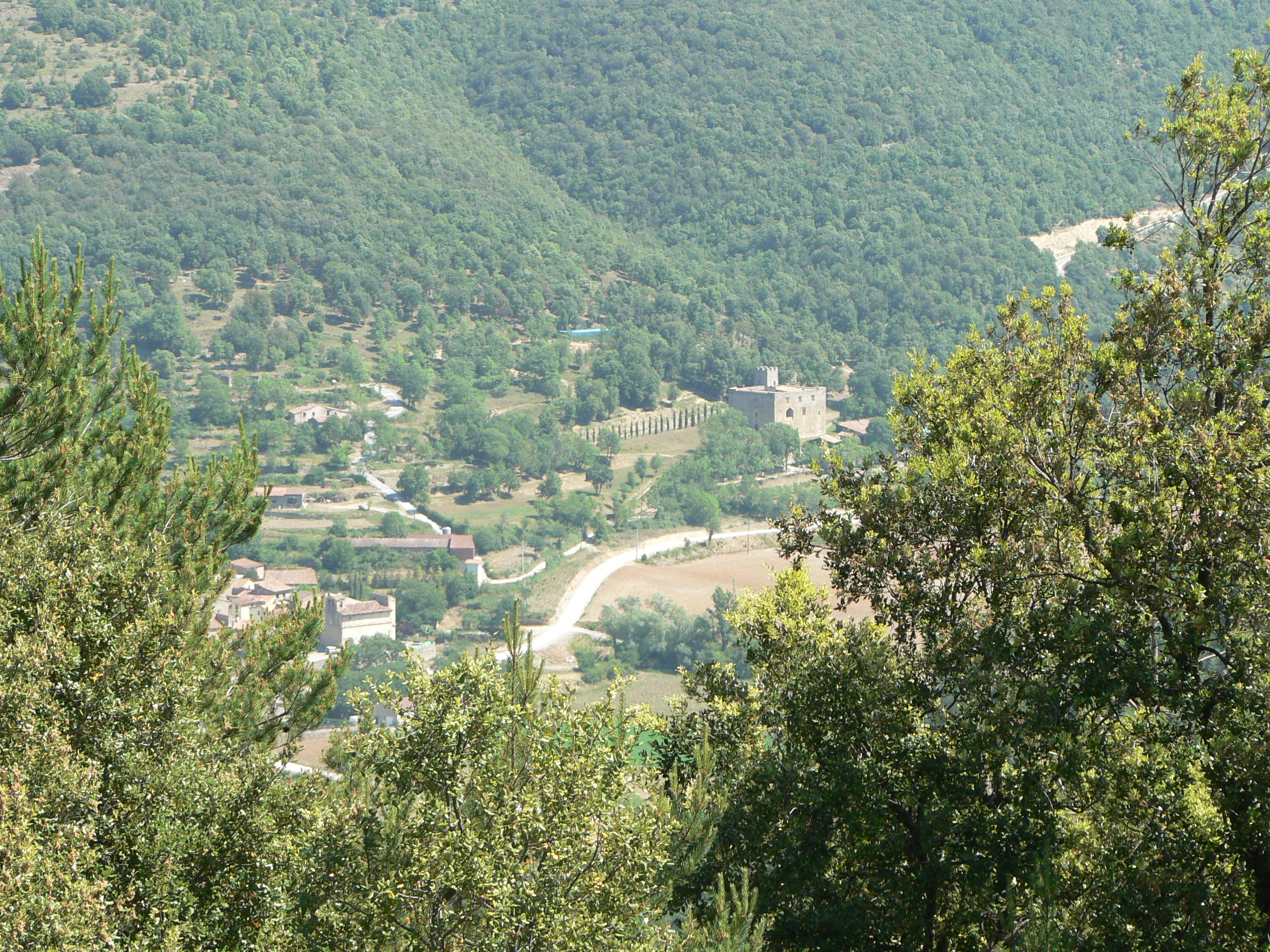
Vista de la vall d'Oix. L'edifici més gran és el Castell d'Oix.

Alguns edificis d'interès del poble són l'església parroquial de Sant Llorenç, citada ja el 937 però molt modificada des d'aleshores; el castell d'Oix, construït el segle xv per la família Barutell, senyors de la Baronia de Bestracà; la font del poble; una casa de portes adovellades; feta amb les pedres de l'arc que havia antigament per entrar al poble i finalment, el pont medieval.

## Antic municipi
L'antic municipi d'Oix s'estenia per les altes valls de la riera de Llierca i comprenia els llocs i antigues parròquies de Sant Miquel de Pera, Sant Miquel d'Hortmoier, Mitjà, Monars (citat el 1064, el temple té un absis preromànic), Santa Bàrbara de Pruneres (amb un santuari ja esmentat el 1328), Talaixà (del 872, sufragània de la parròquia d'Oix el 1614), Riu, els santuaris de les Agulles i d'Escales i l'antic monestir de Sant Aniol d'Aguja.

## Antígua Baronia d'Oix
La Baronia d'Oix comprenia els termes d'Oix, Talaixà, Monars, Hortmoier, Escales i Bestracà. Amb la reforma municipal de 1846 que va reduir el número de municipis petits, aquests termes es van reunir, juntament amb d'altres de la Vall d'Aguja, al terme d'Oix. En canvi, Bestracà va ser unit al terme de Beget, i més endavant va acabar pertanyent al terme de Camprodon.